# Alice Allison Dunnigan
 (septembre 2019).
Si vous disposez d'ouvrages ou d'articles de référence ou si vous connaissez des sites web de qualité traitant du thème abordé ici, merci de compléter l'article en donnant les références utiles à sa vérifiabilité et en les liant à la section « Notes et références ».
Alice Allison Dunnigan, née le 27 avril 1906 et morte le 6 mai 1983, est une journaliste, écrivaine et militante des droits civiques américaine. Alice Allison Dunnigan a été la première correspondante de presse afro-américaine à recevoir les lettres de créance de la Maison-Blanche, la première femme noire à avoir des accréditations presse au sein du Sénat et de la Chambre des représentants, et à accompagner un président pendant son voyage, couvrant le voyage de campagne de Harry S. Truman en 1948. Elle a écrit une autobiographie intitulée Alice A. Dunnigan : l'expérience d'une femme noire. Une plaque de la Commission historique du Kentucky lui est dédiée.

## Enfance et jeunesse
Alice Dunnigan naît le 27 avril 1906, près de Russellville, dans le Kentucky, de Willie et Lena Pittman Allison. Son père est métayer et sa mère une lavandière. Elle a peu d'amis lorsqu'elle est enfant et, à l'adolescence, il lui est interdit d'avoir un petit ami. Elle commence à aller à l'école un jour par semaine alors qu'elle a quatre ans et apprend à lire avant d'entrer en première année.
La carrière de Dunnigan dans le journalisme commence à l'âge de 13 ans, quand elle écrit des brèves pour le journal local Owensboro Enterprise. Elle rêve alors de devenir journaliste. Elle suit les dix années d'enseignements accessibles aux personnes noires dans le système scolaire ségrégé de Russellville, mais ses parents ne voient aucun avantage à permettre à leur fille de poursuivre ses études. Un professeur de catéchisme intervient et elle est autorisée à fréquenter l'université.

## Carrière

### Enseignement
Au moment où elle rejoint l'université, Alice Allison Dunnigan a l’intention de devenir enseignante et suit le cours de pédagogie de l’actuelle Université du Kentucky.
Après avoir réussi un diplôme d'enseignante à l'université d'État du Kentucky, elle enseigne l'histoire du Kentucky dans le comté de Todd (dont le système scolaire est alors différent). Elle enseigne dans les écoles publiques du Kentucky de 1924 à 1942.
En tant que jeune enseignante dans le système scolaire ségrégué du Todd County School, Dunnigan donne des cours sur l'histoire du Kentucky. Elle observe que ses étudiants ignorent tout des contributions historiques des Afro-Américains à l'état du Kentucky. Elle commence à préparer des "Kentucky Fact Sheets" et à les distribuer à ses élèves en tant que suppléments au texte requis. Ces papiers ont été rassemblés pour publication en 1939, mais aucun éditeur n’a voulu les mettre sous presse. Associated Publishers Inc a finalement publié les articles en 1982 sous le titre L'histoire fascinante des Kentuckians noirs : leur héritage et leur tradition.
Le maigre salaire qu'elle gagne en enseignant l'oblige à occuper de nombreux emplois alimentaires pendant les mois d'été. Elle lave les pierres tombales du cimetière blanc, en travaillant quatre heures par jour dans une laiterie, et en faisant les tâches ménagères pour deux familles, pour un total d'environ sept dollars par semaine.
Un appel à candidatures de fonctionnaires est lancé en 1942 pendant la Seconde Guerre mondiale. Dunnigan s'installe à Washington, à la recherche d'un meilleur salaire et d'un emploi au sein du gouvernement. Elle travaille comme employée du gouvernement fédéral de 1942 à 1946 et suit des cours du soir à l'université Howard.

### Journalisme
En 1946, elle se voit proposer un emploi pour le Chicago Defender en tant que correspondante à Washington. The Defender est alors un hebdomadaire appartenant à des personnes noires qui n'utilise pas les mots "Negro" ou "Black" dans ses colonnes. Incertain des capacités de sa nouvelle recrue, le rédacteur en chef de The Defender la paye beaucoup moins que ses homologues masculins. Elle complète son revenu par d'autres travaux rédactionnels.
En 1947, elle est nommée chef du bureau de l'Associate Negro Press, poste qu'elle occupe pendant 14 ans, à Washington. En tant que rédactrice pour le service d'information de l'Associated Negro Press, Dunnigan demande des accréditations de presse pour couvrir le Congrès et le Sénat. Le gouvernement rejette sa demande au motif qu'elle écrit pour un journal hebdomadaire et non quotidien. Six mois plus tard, cependant, elle obtient l'autorisation de presse et devint la première femme afro-américaine à obtenir une accréditation. En 1947, elle devient ainsi la première femme noire membre des tribunes de presse du Sénat et de la Chambre des représentants. En 1948, elle devient également la première femme noire correspondante à la Maison-Blanche. Alice Allison Dunnigan était ainsi l'une des trois Afro-américaines et une des deux femmes du corps de presse qui suivit la campagne de l'Ouest du président Harry Truman. La même année, elle est devenue la première femme afro-américaine élue au Women's Press Club. Cette organisation, parmi d'autres, lui a permis de voyager beaucoup aux États-Unis et au Canada, en Israël, en Amérique du Sud, en Afrique, au Mexique et dans les Caraïbes. Le président haïtien François Duvalier lui a rendu hommage pour ses articles sur Haïti.

### Politique
En 1960, Alice Allison Dunnigan quitte son siège dans la tribune de la presse pour prendre position sur la campagne de Lyndon B. Johnson pour l'investiture démocrate. John F. Kennedy remporte la nomination, mais choisit Johnson comme candidat à la vice-présidence et nomme Alice Allison Dunnigan consultante en éducation du Comité du président sur l'égalité des chances en matière d'emploi (Committee on Equal Employment Opportunity). Elle siège au comité jusqu'en 1965. Entre 1966 et 1967, elle travaille en tant que spécialiste de l’information pour le Département du travail, puis en tant qu’assistante de rédaction pour le Conseil présidentiel pour la promotion de la jeunesse (President's Commission on Youth Opportunity). Lorsque Richard M. Nixon prend la présidence en 1968, elle quitte l'administration pour céder la place à l'équipe républicaine de Nixon.

### Face au racisme
Au cours de sa carrière, Alice Allison Dunnigan subit de nombreuses discriminations raciales, auxquelles elle fait face avec détermination. Elle est interdite d'entrer dans certains établissements pour couvrir les déplacements du président Eisenhower et doit même s'asseoir avec les employés pour couvrir les funérailles du sénateur Taft. Lorsqu'elle assiste à des cérémonies officielles à la Maison-Blanche, elle est confondue avec l'épouse d'un dignitaire en visite; personne ne pouvant imaginer une femme noire assister seule à un tel événement. Au cours des deux administrations d'Eisenhower, le président s'est d'abord efforcé de ne pas faire appel à elle, puis lui demande de lui poser ses questions à l'avance, car elle est connue pour poser des questions particulièrement difficiles, notamment sur les enjeux raciaux. Aucun autre journaliste n'était tenu de soumettre ses questions avant une conférence de presse et Alice Allison Dunnigan a refusé. Lorsque Kennedy prend ses fonctions, il répond plus franchement à ses questions sans lui demander de les soumettre en amont.

### Écrivaine
Après son travail auprès de la Maison-Blanche, Alice Allison Dunnigan se replonge dans l'écriture. Son autobiographie, L’Expérience d’une femme noire : de l’école à la Maison-Blanche (A Black Woman's Experience: From Schoolhouse to White House), est publiée en 1974. Une nouvelle édition annotée de son autobiographie est publiée en février 2015. Cette version s'intitule Seul au sommet de la colline: l'autobiographie d'Alice Dunnigan, pionnière du National Black Press (Alone atop of the Hill: The Autobiography of Alice Dunnigan, Pioneer of the National Black Press). Malgré son travail considérable dans le gouvernement et la politique, Alice Allison Dunnigan se dit plus fière de son travail en journalisme. Elle a reçu plus de 50 prix de journalisme.

## Monument
Une statue en bronze grandeur nature est actuellement en construction dans le cadre du futur parc commémoratif Alice Dunnigan à Russellville, dans le Kentucky. Le monument en bronze est créé par l'artiste Amanda Matthews et coulé à Prometheus Foundry, LLC. Le parc commémoratif Alice Dunnigan est situé dans le quartier historique de Russellville et fait partie du West Kentucky African American Heritage Centre. La statue a été dévoilée au Newseum le 21 septembre 2018 et y sera exposée avant son déménagement.
Deux ans après son décès, elle est intronisée à titre posthume au Hall of Fame des journalistes noirs en 1985.

## Vie privée
Alice Allison Dunningan se marie avec Walter Dickenson de Mount Pisgeh, dont elle divorce quatre ans après, en 1930. Elle épouse Charles Dunnigan, un ami d’enfance, le 8 janvier 1932. Le couple a un enfant, Robert William et se sépare en 1953.
Elle est décédée des suites d'une maladie ischémique du côlon le 6 mai 1983 à Washington, DC.